# برخن، هلند شمالی
برخن، هلند شمالی (به هلندی: Bergen) یک منطقهٔ مسکونی در هلند است که در هلند شمالی واقع شده‌است. برخن ۱ متر بالاتر از سطح دریا واقع شده‌است.